# Liste der Bodendenkmale in Claußnitz
In der Liste der Bodendenkmale in Claußnitz sind die Bodendenkmale der Gemeinde Claußnitz und ihrer Ortsteile nach dem Stand der Auflistung von Volkmar Geupel aus dem Jahr 1983 aufgelistet. Eventuelle Änderungen und Ergänzungen, insbesondere aus der Zeit nach der Wende, sind nicht berücksichtigt, da für Sachsen aktuell keine neueren allgemein zugänglichen Bodendenkmallisten vorliegen. Die Baudenkmale sind in der Liste der Kulturdenkmale in Claußnitz aufgeführt.
| Denkmal-ID | Fundart          | Ortsteil  | Bezeichnung | Zeitstellung    | Lage             | Bemerkungen                                                 | Bild |
| ---------- | ---------------- | --------- | ----------- | --------------- | ---------------- | ----------------------------------------------------------- | ---- |
| ?          | besonderer Stein | Claußnitz | Steinkreuz  | Spätmittelalter | im Ort, am Anger | Schwert oder Dolch eingeritzt, Schutz seit 17. Oktober 1963 |      |